# Lomtjärnen (Sävars socken, Västerbotten)
Lomtjärnen är en sjö i Umeå kommun i Västerbotten och ingår i Sävaråns huvudavrinningsområde.